# Temple protestant de Dunkerque
Le temple protestant de Dunkerque est un édifice religieux situé 16bis quai au Bois à Dunkerque dans le Nord, construit en 1867. La paroisse est membre de l'Église protestante unie de France.

## Histoire
Au XVIe siècle, à la Renaissance, Dunkerque est une commune du Comté de Flandre, membre du Saint-Empire romain germanique. La Réforme protestante est persécutée par l'Inquisition espagnole. En 1566, la Révolte des Gueux est réprimée dans le sang par le duc d'Albe, Ferdinand Alvare de Tolède.
En novembre 1662, le royaume de France rachète la ville et les protestants sont de nouveaux persécutés. Quelques années plus tard, en 1685, Louis XIV, croyant renforcer la monarchie absolue en supprimant les dissidents, révoque l’Édit de Nantes par l'Édit de Fontainebleau.
Les protestants obtiennent la liberté de conscience et d'expression de leur foi avec la Déclaration des droits de l'homme et du citoyen de 1789. En 1802, dans le cadre de l'organisation par Napoléon du Régime concordataire français, sont institués des Consistoires réformés par département.
Le temple est construit sous le Second Empire, entre 1863 et 1866, et inauguré en 1867. Au même moment, entre 1863 et 1867, sur la berge opposée du canal de jonction est édifiée l'église Saint-Martin de Dunkerque. Les plans des deux édifices face à face sont établis par l'architecte de la ville, François Napoléon Develle. Il est aussi l'auteur du Palais de Justice en 1864. En 1896 sont construits à gauche du temple, les bains Dunkerquois ou bains Jean Bart.
Le Réveil protestant francophone a un large écho dans la région au XIXe siècle, porté par les missionnaires méthodistes auprès des ouvriers. Le pasteur Élie Gounelle installe une communauté à Roubaix en 1898.
L'orgue Schumacher est installé en 1991 par le facteur Bernard Cogez de Tourcoing. Il est à transmission mécanique. En 2003, le temple est victime de la foudre. La paroisse possède également une maison presbytérale, Le Foyer Coligny, nommé en hommage à l'amiral protestant Gaspard II de Coligny, 240, rue Jules Guesde à Coudekerque-Branche.

## Architecture
Le temple est de plan rectangulaire, élevé en briques sombres, avec encadrement des fenêtres par un arc de briques plus claires en haut et une pierre blanche à la base.
La façade est de style néo-roman. La porte est sous un large porche sous un arc en plein-cintre, fermées par une grille en fer forgé. Au-dessus s'inscrit « église chrétienne réformée », les Églises réformées étant le nom usuelles des églises qui se réclament de la pensée du Français Jean Calvin et du Suisse Ulrich Zwingli. A l'étage supérieur, deux médaillons indiquent les dates de construction, 1863 à gauche, 1866 à droite. Au sommet, un bas-relief dans un cadre arrondi, représentant une Bible ouverte, caractéristique des temples protestants, posée sur une console ornée de feuilles d'acanthe. Une palme de martyre au premier plan. Au sommet de la façade se dresse une croix pattée en pierre.
L'intérieur est sobre, sous une grande voûte en berceau. Les tribunes, éclairées par des fenêtres géminées, sont soutenues par des piliers sans ornements. Deux chaires encadrent le chœur, et une grande croix moderne en bois est accrochée dans l'axe de la nef. Le mobilier est sculpté au XIXe siècle par Collesson-Campel (entreprise dirigée par Clermont Collesson) de Wormhoudt. 
Le temple protestant de Dunkerque est un bien recensé à l'inventaire général du patrimoine culturel. 